# Brytyjski koń gorącokrwisty
Brytyjski koń gorącokrwisty jest młodą rasą konia sportowego, bardzo podobnym do wszystkich koni brytyjskich. 

## Budowa,pokrój,eksterier
Głowa jest wyrazista, o średniej wielkości. Szyja jest wygięta w łuk. Brytyjski koń gorącokrwisty ma dość krótki kłąb i masywny zad. Kończyny są dobrze zbudowane. Zna wszystkie chody i dobrze się w nich porusza. Występuje we wszystkich maściach podstawowych (siwa, gniada, kasztan, kara). Osiąga wysokości w kłębie od 162 cm do 170 cm.
- głowa - sucha, wyrazista, średniej wielkości
- szyja - dobrze osadzona, łukowato wygięta
- tułów zwięzły, grzbiet krótki
- zad - lekko ścięty, dobrze umięśniony
- kończyny - solidne, suche, poprawne, wysokiej jakości. Dobra mechanika ruchów we wszystkich chodach.
- umaszczenie - wszystkie maści podstawowe
- wysokość w kłębie - 162 - 170 cm